# 李一敬
李一敬，號瀛州，四川成都府華陽縣人，明朝政治人物，同進士出身。

## 生平
万历十九年（1591年）辛卯科舉人，二十九年（1601年）辛丑科进士，恬静端方，甘貧力學，官即墨县知县，约己愛民，以勞瘁卒，邑人哀痛。旅櫬歸里，妻孥有饥色。